# Загребачка мумија
Загребачка мумија (хрв. Zagrebačka mumija) је археолошки експонат из Египта у Археолошком музеју у Загребу. То је мумија умотана у ланени повој са најдужим етрурским натписом на свету.

## Историја проналаска
Мумија је купио Михаел Барић приликом своје посете Египту (1848/49). Његов брат Илија Барић даровао ју је Југославенској академији знаности и умјетности у Загребу, 1862. године и трајно је похрањена у Археолошком музеју у Загребу.
Немачки египтолог Хајнрих Бругш је 1869. године открио натпис за који није знао да припада Етрурцима. Године 1891. бечки професор и египтолог др Јакоб Крал открио је да мумијини повоји заправо крију најдужи сачувани етрурски натпис на свету.
Током '80-их година 20. века повоји су темељито рестаурирани и реконструисани, поново фотографисани инфрацрвеним зрацима, те је палеографском анализом и радиоактивним угљеником (C-14) утврђена њена старост на око 390. п. н. е.

## Загребачка ланена књига
Загребачка ланена књига (лат. Liber linteus Zagrebiensis) је рукопис са најдужим сачуваним текстом етрурског језика.
Платно са око 1.130 речи сачувано је у пет накнадно изрезаних трака којима је била омотана египатска мумија. Дужина целе књиге износи око 340 cm, а ширина најшире траке је 35 cm. Текст је распоређен у 12 колона са различитим бројем редова (26-36). Претпоставља се да садржи низ обредних прописа везаних уз верске ритуале старих Етрураца. Како је етрурски језик још увек слабо познат, досад је познато значење само појединих речи које помињу жртвене дарове и датуме појединих светковина.
Ови повоји са натписом отварају јасну могућност постојања јаких комуникација између древних Етрурије и Египта.
Транслитерација дела текста (9. колона):
Једна претпоставка је да је у Египту постојала мала етрусрска заједница избеглица (као у Александрији), која је попримила египатске обичаје мумифицирања.

## Натпис на папирусу
Истраживањем пропратног папируса који се налазио у погребној опреми покојнице, утврђено је да он садржи неколико поглавља Књиге мртвих са подацима о покојници. Неси-хенсу била је жена Пахер-хенсуа, »божанског кројача« из Тебе, који је израђивао одећу за култне статуе бога Амона.

Како се етрурски натпис нашао обавијен око једне Египћанке у доба када Етрурци губе превласт у северној Италији (док јача Римска република), остаје једна од великих тајни археологије.